# ポリソルベート80
ポリソルベート80（Polysorbate 80）は、食品や化粧品によく使われる非イオン性の界面活性剤・乳化剤である。別名はオレイン酸ポリオキシエチレンソルビタンで、E番号はE433である。常温常圧で粘性のある水溶性の黄色い液体である。

## 化学的特徴
ポリエトキシル化したソルビタンとオレイン酸から得られる。親水基はエチレンオキシドのポリマーであるポリオキシエチレン基である。命名法上、ポリソルベートの後の数字は親油性基、この場合はオレイン酸を指す（詳細はポリソルベートを参照）。
純水における臨界ミセル濃度は0.012mMと報告されている。

## 用途

### 食品
食品の乳化剤として使用される。例えばアイスクリームでは、滑らかにし扱いやすくしたり溶けにくくしたりする目的で、ポリソルベートを0.5％（v/v）の濃度まで添加する。これにより乳タンパク質が脂肪滴を完全に覆わなくなるため脂肪が鎖状や網目状に結合し、内部に空気を保持すると同時に温度が上がっても形が崩れなくなる。

### 健康と美容
石鹸や化粧品（点眼薬を含む）の界面活性剤や、洗口剤などの可溶化剤としても使用される。化粧品グレードのものは食品グレードに比べ不純物が多い場合がある。

### 医療
非経口投与用薬剤の水性製剤を安定させる賦形剤であり、抗不整脈薬のアミオダロン注を製造する際の乳化剤として使用されている。また、エストロゲン調整薬の乳化剤としても使用される。インフルエンザワクチン等のワクチン製剤にも採用されている。

### 微生物学
マイコバクテリウム属の中にはリパーゼ（脂質分解酵素）の一種を含んでいるものがある。これらの種をポリソルベート80とフェノールレッドの混合液に加えると溶液が変色するため、菌株や分離株の表現型を識別するテストとして使用される。
微生物管理に用いられるRODAC寒天培地では、ポリソルベート80は試料表面に存在する殺菌剤を中和し微生物を増殖させる。また、Middlebrook 7H9 brothでの結核菌の培養にも使用されている。